# オックスフォード郡 (オンタリオ州)
オックスフォード郡（オックスフォードぐん、英：County of Oxford）は、カナダのオンタリオ州南西部に位置する地方行政区のひとつ。名称には「郡」が残っているが、2001年に行政レベルが格上げされ、地域（Regional Municipality）としての機能を有する。
農業を主な産業として栄えてきた場所だが、トヨタの自動車組み立て工場がウッドストックに建設されるなど、工業も盛ん。

## 主な都市
- ウッドストック （Woodstock）
- ティルソンバーグ （Tillsonburg）
- インガソール （Ingersoll）